# Keith Park

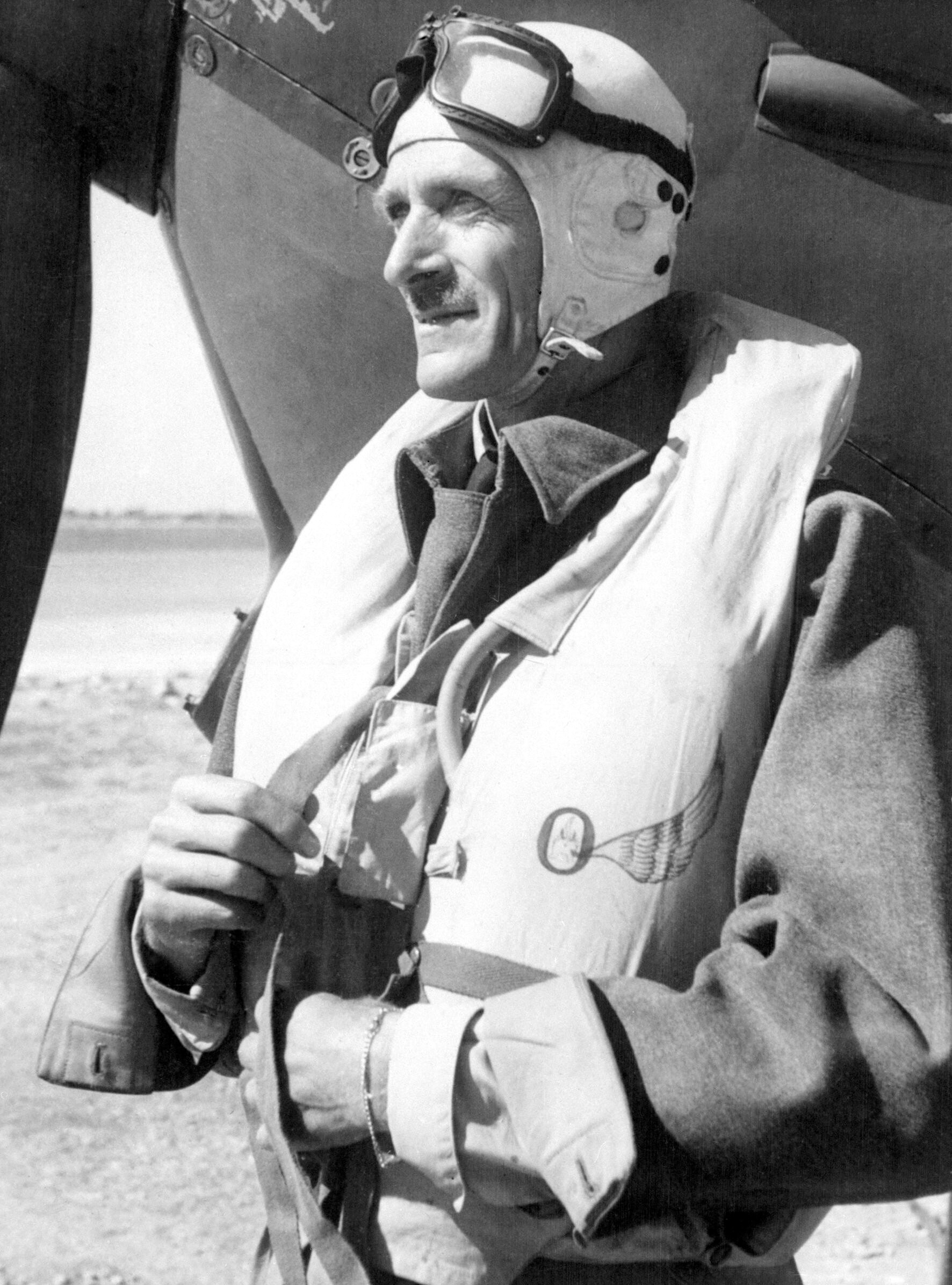
Keith Park neben einer Hawker Hurricane 1940

Sir Keith Rodney Park GCB, KBE, MC (* 15. Juni 1892 in Thames (Neuseeland); † 6. Februar 1975 in Auckland) war ein neuseeländischer Air Chief Marshal (Luftmarschall) der britischen Royal Air Force.

## Leben
Park wurde als Sohn des schottischen Professors James Livingstone Park und dessen Frau Frances geboren. Er besuchte die Otago Boys’ High School in Dunedin und trat 1911 in die New Zealand Field Artillery ein. Im Ersten Weltkrieg diente er als Artillerist auf Gallipoli und wurde im Juli 1915 zum Offizier befördert. 1916 nahm er an der Schlacht an der Somme teil und wurde dabei verwundet. Nach seiner Genesung ging er zum Royal Flying Corps und wurde nach seiner Pilotenausbildung zunächst als Ausbilder eingesetzt. Ab Juli 1917 diente er in der No. 48 Squadron an der Westfront, wo er Bristol F.2-Jagdflugzeuge flog und zuletzt Kommandeur seiner Staffel war. Im Ersten Weltkrieg werden ihm 20 Abschüsse zugeschrieben und er wurde mit dem Military Cross and Bar, dem Distinguished Flying Cross und dem Croix de guerre ausgezeichnet.
Im August 1919 wurde er auf permanenter Basis in die Royal Air Force übernommen. Er war Kommandeur einiger Fliegerhorste und absolvierte eine Stabsausbildung. Von 1934 bis 1937 war er Luftattaché in Argentinien, wurde bei seiner Rückkehr Aide-de-camp des Königs und absolvierte das Imperial Defence College. Im Juni 1938 wurde er Stabschef des Fighter Command (Jagdwaffe) in Stanmore. Im April 1940 wurde er als Air Vice-Marshal zum Kommandeur der No. 11 Fighter Group ernannt.
Als Kommandeur der No. 11 Fighter Group hatte Park in der Luftschlacht um England mit dem Süd-Osten einschließlich Londons den kritischsten Sektor zu verteidigen. Dafür standen ihm nie mehr als 200 Maschinen, meist Hawker Hurricane, zur Verfügung, so dass er sich im Sommer 1940 weitgehend auf Defensive beschränken musste.

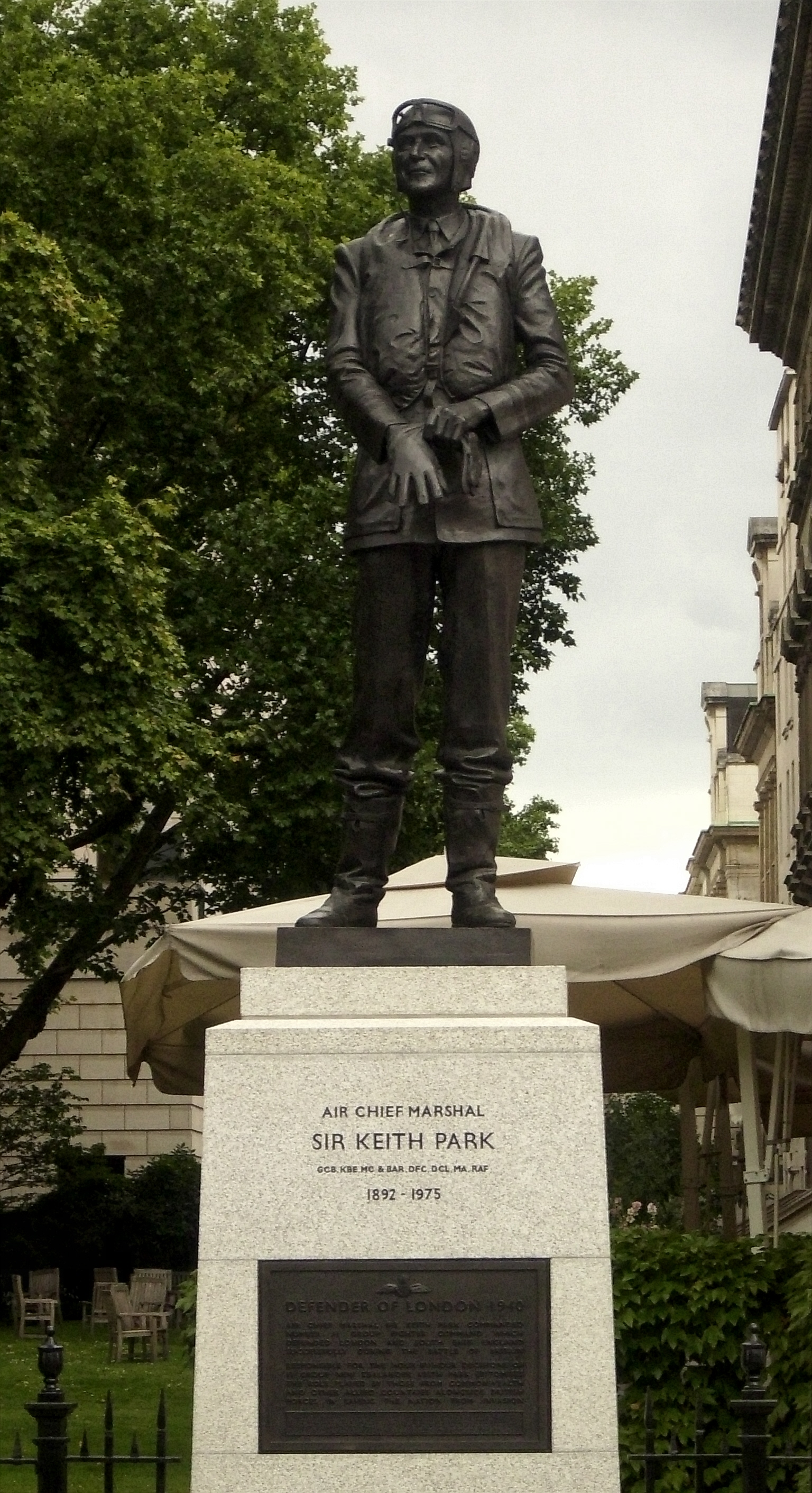
Statue von Sir Keith Park in London

Die Erfolge der Royal Air Force in der Luftschlacht um England werden häufig direkt mit der Person Keith Park in Zusammenhang gebracht. Es gab allerdings auch die Big-Wing-Kontroverse zwischen Park, dem Kommandeur der No. 12 Fighter Group Trafford Leigh-Mallory und dem Oberbefehlshaber Sir Hugh Dowding, die nie ganz ausgeräumt werden konnten.
Im Januar 1942 wurde Park Oberbefehlshaber der britischen Luftstreitkräfte in Ägypten und war seit 15. Juli 1942 in gleicher Funktion auf Malta tätig, als diese strategisch wichtige Insel intensiven deutschen Luftangriffen ausgesetzt war. Im Januar 1944 wurde er Air Officer Commanding Middle East Command und wurde im Februar 1945 als Nachfolger des tödlich verunglückten Leigh-Mallory Oberbefehlshaber der alliierten Luftstreitkräfte in Südostasien. 1946 ging er als Air Chief Marshal in den Ruhestand.
Zu Ehren von Sir Keith Park wurde am Waterloo Place in London eine Bronze-Statue aufgestellt. Diese wurde am 15. September 2010 anlässlich des 70. Jahrestages der Luftschlacht um England (Battle of Britain Day) enthüllt.
Ebenfalls seit 2010 befindet sich eine Büste von Keith Park im Battle of Britain Memorial, Capel-le-Ferne nahe Folkestone.